# Ilbono
Ilbono település Olaszországban, Szardínia régióban, Ogliastra megyében. Lakosainak száma 1979 fő (2023. január 1.). Ilbono Bari Sardo, Lanusei, Tortolì, Arzana, Elini és Loceri községekkel határos.

## Népesség
A település lakossága az elmúlt években az alábbi módon változott:
| Lakosok száma | 2251 | 2189 | 1979 |
|               | 2017 | 2018 | 2023 |